# Nueva Zapatilla
Nueva Zapatilla är en ort i Mexiko.   Den ligger i kommunen Cerro de San Pedro och delstaten San Luis Potosí, i den centrala delen av landet, 400 km nordväst om huvudstaden Mexico City. Nueva Zapatilla ligger 1 915 meter över havet och antalet invånare är 146.
Terrängen runt Nueva Zapatilla är platt åt sydväst, men åt nordost är den kuperad. Runt Nueva Zapatilla är det ganska glesbefolkat, med 30 invånare per kvadratkilometer. Närmaste större samhälle är San Luis Potosí, 16,5 km väster om Nueva Zapatilla. Trakten runt Nueva Zapatilla består i huvudsak av gräsmarker.